# Cryptosara
Cryptosara là một chi bướm đêm thuộc họ Crambidae.

## Các loài
- Cryptosara auralis (Snellen, 1872)
- Cryptosara caritalis (Walker, 1859)
- Cryptosara vadonalis Marion, 1956